# Nana Effah-Apenteng
Nana Effah-Apenteng (* 7. August 1945 in Bompata in der Ashanti Region von Ghana) ist ein ghanaischer Diplomat im Ruhestand. Er war von 2000 bis 2007 Ständiger Vertreter Ghanas bei den Vereinten Nationen in New York.

## Ausbildung
Von 1959 bis 1965 besuchte er die Mfantsipim School in Cape Coast. Er studierte von 1965 bis 1968 den Bachelorstudiengang der Politikwissenschaft an der Universität von Ghana, den er mit Auszeichnung abschloss. Anschließend arbeitete er bis 1970 als Lehrassistent in der Abteilung für Politikwissenschaft der Universität und absolvierte parallel ein Aufbaustudium der Afrikastudien, das er mit dem Master of Arts abschloss. Von 1973 bis 1974 absolvierte er den Diplomstudiengang der Öffentliche Verwaltung an der Ghana Institute of Management and Public Administration. Zudem verfügt er über ein Diplom in Internationalen Beziehungen der University of Oxford.

## Werdegang
Im Oktober 1970 trat er in den auswärtigen Dienst Ghanas und wurde an den Missionen in New York City, Moskau, Rom und Washington, D.C. beschäftigt. Apenteng vertrat Ghana auf den 27. bis 29. Sitzungen des Wirtschafts- und Sozialrats der Vereinten Nationen und auf den 31. bis 35. und 55. bis 58. Sitzungsperioden der Generalversammlung der Vereinten Nationen in New York City. Von Mai 2000 bis 2007 war er ständiger Vertreter Ghanas beim Hauptquartier der Vereinten Nationen in New York.
Effah-Apenteng ist verheiratet und hat drei Kinder. Er fungiert seit 1976 als traditioneller Herrscher (paramount chief) von Bompata in der Ashanti Region.